# Brindalus schatzmayri
Brindalus schatzmayri är en skalbaggsart som beskrevs av Riccardo Pittino 1980. Brindalus schatzmayri ingår i släktet Brindalus och familjen Aphodiidae. Inga underarter finns listade.